# Larry Young
Larry Young, geboren als Larry John McCoy (Newark (New Jersey), 7 oktober 1940 – New York, 30 maart 1978), was een Amerikaanse jazzorganist en componist.

## Biografie
Young leerde van zijn vader het piano- en orgelspel. Ofschoon hij tijdens zijn vroege jaren vanaf 1957 rhythm-and-blues speelde, vond hij met enkele tussenschreden snel de weg naar het vrije spel op de orgel. Hij zal de eerste muzikant geweest zijn op dit instrument, die de paden van een Jimmy Smith, Jimmy McGriff en Jack McDuff had verlaten en uit de Hammond B3 freejazz-klankkleuren tevoorschijn toverde.
Young nam zijn eerste album op in 1960 voor Prestige Records. In 1962 toerde hij voor de eerste keer door Europa met de trompettist Woody Shaw. Tussen 1964 en 1969 Nam hij meerdere albums op voor Blue Note Records. Diens eigenaars Lion en Wolff hadden zich laten overtuigen door Jimmy Smith, dat het orgel een jazzinstrument kon zijn. Op zijn album Unity bij Blue Note werd Woody Shaw meer opgemerkt dan hijzelf, ofschoon hij voortreffelijk speelde.
Lou Donaldson, Kenny Dorham, Hank Mobley en Grant Green contracteerden de organist uit Newark tijdens de jaren 1960 en de lp's bij New Jazz onder zijn eigen naam boden hem de gelegenheid om naar nieuwe wegen te zoeken. Hij was betrokken bij Herbie Hancocks filmmuziek voor Blow Up en aan de Bitches-Brew-sessie van Miles Davis en hij jamde met Jimi Hendrix. In Tony Williams Lifetime creëerde hij samen met John McLaughlin (en vanaf 1970 met Jack Bruce) nieuwe klanken op het moeilijke pad tussen jazz en rock bij de overgang naar de jaren 1970. Tijdens deze periode wijzigde hij zijn naam in Khalid Yasin (Abdul Aziz). Later nam hij op met het sextet van Lenny White. Het album Lawrence of Newark (1973) werd in 1998 opgenomen in de lijst «100 Records That Set the World on Fire (While No One Was Listening)» van The Wire.

## Overlijden
Larry Young overleed in maart 1978 op 37-jarige leeftijd aan de gevolgen van een niet behandelde longontsteking.

## Discografie
Albums onder eigen naam
- 1960: Testifying (New Jazz/OJC)
- 1960: Young blues (New Jazz/OJC)
- 1962: Groove Street (Prestige Records/OJC)
- 1964: Into Somethin’ (Blue Note Records)
- 1965: Unity (Blue Note Records) met Woody Shaw
- 1966: Of Love and Peace (Blue Note Records) met Eddie Gale
- 1967: Contrasts (Blue Note Records)
- 1968: Heaven on Earth (Blue Note Records)
- 1969: Mother Ship (Blue Note Records)
- 1973: Lawrence of Newark (Perception)
- 1975: Larry Young’s Fuel (Arista Records)
- 1975: Spaceball (Arista Records)
- 1977: The Magician (Acanta/Bellaphon Records)
- 2016: In Paris: The ORTF Recordings (Resonance Records)

Albums als sideman
- 1964: Grant Green: Talkin' About! (Blue Note Records)
- 1964: Grant Green: Street of Dreams (Blue Note Records)
- 1965: Grant Green: I Want To Hold Your Hand (Blue Note Records)
- 1969: Tony Williams Lifetime: Emergency! (Polydor Records)
- 1970: Tony Williams Lifetime: Turn It Over
- 1971: Tony Williams Lifetime: Ego

Compilatie
- 1991: The Complete Blue Note Recordings of Larry Young – (1964–69) – (Mosaic Records) – 9 lp's en 6 cd's met Grant Green, Elvin Jones, Sam Rivers, Bobby Hutcherson, Hank Mobley, Joe Henderson, Woody Shaw, James Spaulding, Herbert Morgan, Hank White, Eddie Wright, Eddie Gladden, Stacy Edwards, Althea Young, Byard Lancaster, George Benson, Lee Morgan